# Zirkarie Westfalen
Die Zirkarie Westfalen (lateinisch Circaria Westfaliae) war eine Ordensprovinz des Prämonstratenserordens im Mittelalter und in der frühen Neuzeit.

## Gebiet

### Allgemein
Die Zirkarie Westfalen umfasste weite Teile des Niederrheingebietes und Westfalens, sowie angrenzender Territorien wie Hessen-Nassau, der Provinz Hannover und der Niederlande.
Es gehörte vor allem zu den mittelalterlichen Bistümern Köln, Trier und Münster, jeweils ein Stift zu Verden und Limburg .

### Stifte
Zur Zirkarie Westfalen gehörten insgesamt etwa 50 Stifte, sie war damit die größte des gesamten Ordens.
- Stift Aftholderbach
- Stift Altenberg
- Stift Antonigartzem
- Stift Arnsberg
- Stift Arnstein
- Stift Bedburg
- Stift Berentrop
- Stift Beselich
- Stift Blankenberg
- Stift Bredelar
- Stift Brunnenburg
- Stift Cappenberg, 1122–
- Stift Dorlar.
- Prämonstratenserstift Dortmund
- Stift Dünnwald.
- Stift Ellen
- Stift Elsey
- Stift Engelport
- Stift Flaesheim.
- Stift Füssenich
- Stift Hamborn.
- Stift Heiligenberg
- Stift Heiligental
- Stift Heinsberg
- Stift Houthem
- Stift Kappel
- Stift Keppel
- Stift Klarholz, 1133–1803
- Stift Knechtsteden
- Collegium St. Norbertus Köln Weiher
- Stift Langwaden
- Stift Lette
- Stift Marienroth
- Stift Marienstern
- Stift Meer
- Stift Niederehe
- Stift Oelinghausen
- Stift Reichenstein
- Stift Rommersdorf
- Stift Rumbeck
- Stift Sayn
- Stift Scheda
- Stift Schillingskapellen
- Stift Stoppenberg
- Stift Varlar
- Stift Wenau
- Stift Wesel
- Stift Wulfersberg
- Stift Zyfflich

## Geschichte
Das Stift Cappenberg wurde 1122 als erstes Prämonstratenserstift in einem deutschen Territorium gegründet. In den folgenden Jahren entstanden weitere Niederlassungen. Von 1224 ist die erste Auflistung der westfälischen Zirkarie erhalten, die wahrscheinlich schon einige Jahrzehnte früher gebildet worden war.
Im 16. Jahrhundert wurden einige Stifte geschlossen.
Im 17. Jahrhundert wurden die wenigen verbliebenen Niederlassungen der benachbarten Zirkarien Wadgassen und Ilfeld der westfälischen Zirkarie eingegliedert. Außerdem entstanden einige neue (Antonigartzem, Marienstern).
Um 1802/03 wurden alle Prämonstratenserstifte der Zirkarie Westfalen im Verlauf der Säkularisation geschlossen. Um 1880 wurde das Kloster Steinfeld wieder gegründet, 1923 das Kloster Arnstein.

## Persönlichkeiten

### Heilige und Selige
- Hermann Joseph von Steinfeld, Heiliger
- Gottfried von Cappenberg, Seliger
- Gertrud, Selige

### Generalvikare
Die bekannten Generalvikare des 16. bis 18. Jahrhunderts kamen häufig aus der Abtei Steinfeld.
- Johann von. Ahrweiler, 1517–1538, Steinfeld
- Simon von  Diepenbach, 1539–1540, Steinfeld
- Jakob Panhausen, 1540–1582, Steinfeld
- Balthasar Panhausen, 1582–1606., Steinfeld
- Gottfried Reichmann, 1616, Arnsberg
- Hilger Cremer, 1617, Knechtsteden
- Jo. Roberti, 1618, Floreffe
- Christoph Pilckmann, 1630,  Steinfeld
- Norbert Horrichem, 1630–1661, Steinfeld
- Johann Luckenrath, 1661–1680, Steinfeld
- Theodor Firmenich, 1680–1693, Steinfeld
- Peter Treveren, 1693–1698,  Knechtsteden
- Leonhard Eschenbruch, 1698–1703, Knechtsteden
- Engelbert Colendal, 1703, Sayn
- Michael Kuell, 1716–1732 Steinfeld
- Christian Steinhewer, 1732–1744, Steinfeld
- Jakob Münch, 1744–1750,  Ilbenstadt
- Leonhard Jansen, 1750–1754,  Knechtsteden
- Gabriel Hilger, 1750–1766, Steinfeld
- Isfried Ohm, 1766–1777, Sayn
- Evermod Claessen, 1777–1784, Steinfeld